# Diecéze eisenstadtská
Diecéze eisenstadtská (lat. Dioecesis Sideropolitanus) je římskokatolická diecéze, která se nachází na východě Rakouska, sídlem biskupa je Eisenstadt. Spolu s metropolitní vídeňskou arcidiecézí, diecézí lineckou a diecézí sanktpöltenskou tvoří Vídeňskou církevní provincii.

## Historie
Dějiny katedrály svatého Martina sahají až do 13. století. Až do konce první světové války území dnešní diecéze spadalo pod diecézi rábskou a diecézi Szombathely. V roce 1921 se spolková země Burgenland připojila k nově vzniklému státu Rakousko a její území bylo začleněno do vídeňské arcidiecéze.
Anšlus Rakouska Německou říší v roce 1938 pro církev znamenal těžký úder. Byly zrušeny katolické soukromé školy a administrace musela být nejprve přesunuta do Mattersburgu a poté do Bad Sauerbrunnu.
Po druhé světové válce byl administrátorem zvolen Josef Schoiswohl, který přesunul administraci zpět do Eisenstadtu.
Během episkopátu Stephana Laszló bylo území Burgenland povýšeno papežem Janem XXIII. skrze bulu Magna quae na samostatnou diecézi.

## Galerie

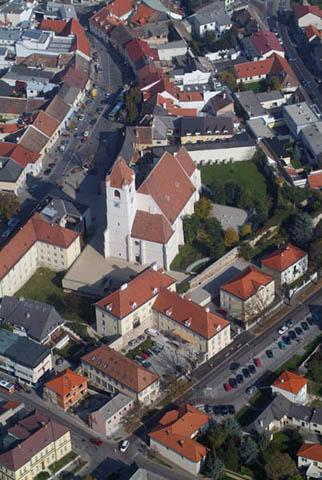
Katedrála sv. Martina
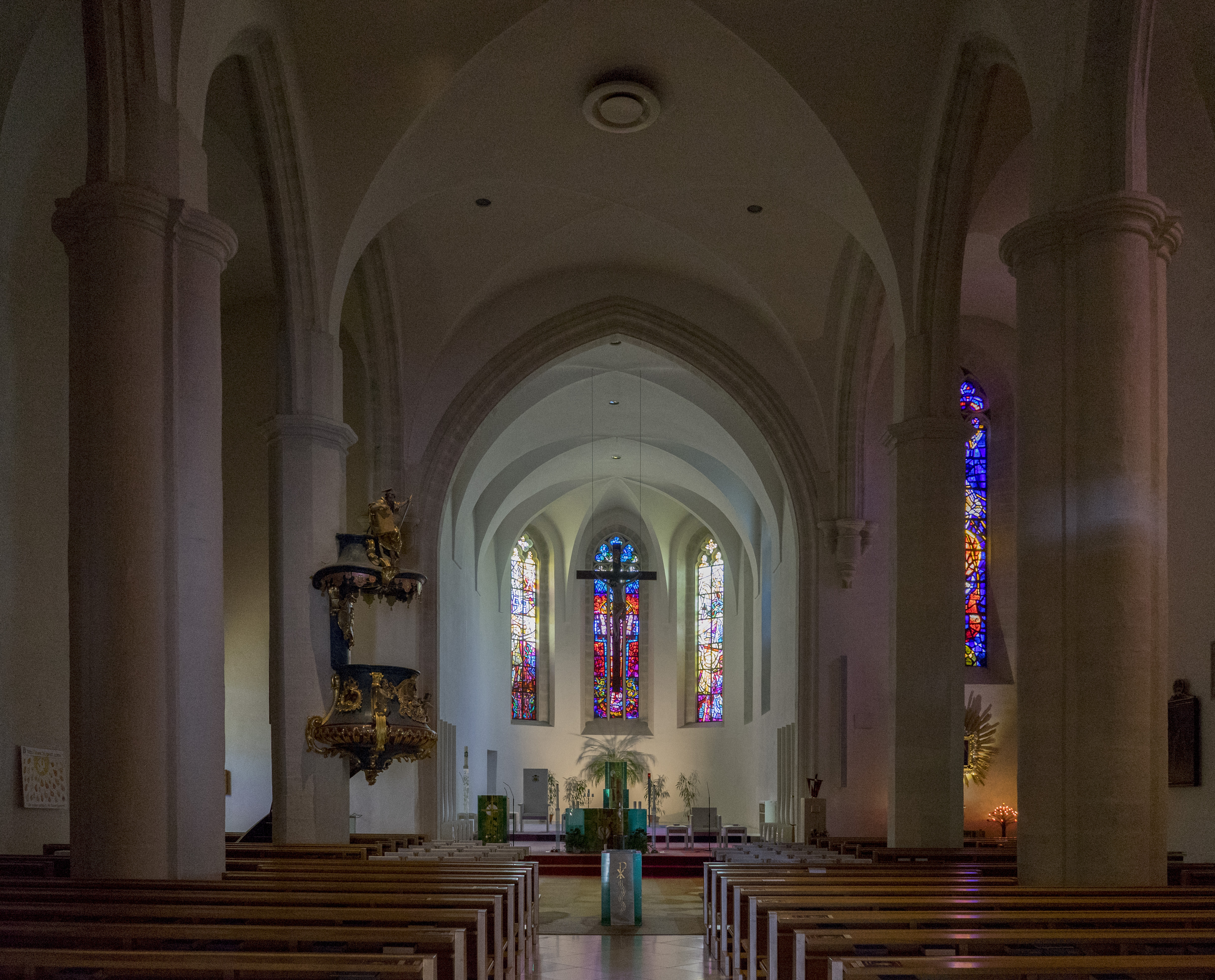
Katedrála sv. Martina (interiér)